# Villa Vizcaya

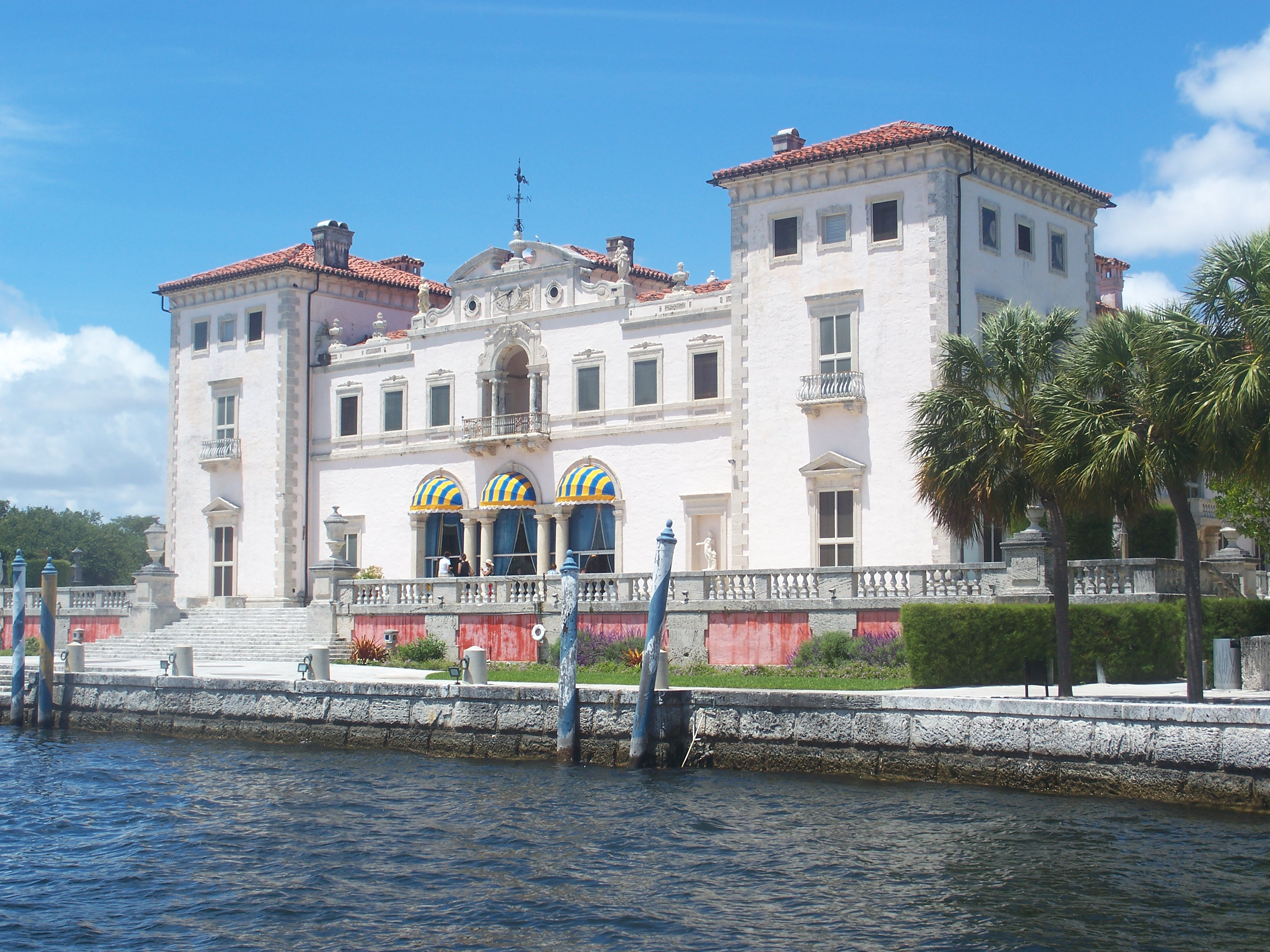
Villa Vizcaya gezien vanaf het water

Villa Vizcaya is een villa in de Amerikaanse stad Miami in de wijk Coconut Grove. Deze villa werd gebouwd in de periode 1914 - 1916 in opdracht van de ondernemer James Deering en is een mooi voorbeeld van Mediterranean Revival-architectuur. De villa wordt omringd door vier hectare aan renaissancetuinen. Het complex is tegenwoordig in publieke handen en staat bekend als het Vizcaya Museum and Gardens.
Villa Vizcaya is geïnspireerd op de renaissancearchitectuur van de Italiaanse regio's Veneto en Toscane. De villa heeft meer dan zeventig kamers met meubilair en schilderijen uit de 15e t/m de 19e eeuw en een binnenplaats. In het water voor de villa ligt een stenen bark.
In 1987 ontving Ronald Reagan Paus Johannes Paulus II in de villa en in 1994 vond hier de eerste Summit of the Americas plaats.
Villa Vizcaya werd in verschillende films als decor gebruikt, zoals in Ace Ventura: Pet Detective, Any Given Sunday, Bad Boys II, Airport '77 en The Money Pit.